# Мануйлова, Ирина Александровна
Ирина Александровна Мануйлова (1923—2011) — советский учёный-гинеколог-эндокринолог и педагог, доктор медицинских наук (1966), профессор (1966). Член-корреспондент АМН СССР (1982).

## Биография
Родилась 26 июля 1923 года в Москве.
С 1941 по 1946 год в период Великой Отечественной войны обучалась во 2-м Московском государственном медицинском институте. С 1946 по 1949 год работала в должности врача-лаборанта клинического отдела лаборатории биологической терапии рака Академии медицинских наук СССР. С 1959 по 1970 год на педагогической работе в 1-м Московском ордена Ленина медицинском институте имени И. М. Сеченова на кафедре акушерства и гинекологии в должностях ассистента, доцента и профессора.
С 1970 по 1973 год — главный акушер-гинеколог Министерства здравоохранения СССР и одновременно с 1972 года — научный руководитель Центра Всемирной организации здравоохранения по акушерско-гинекологической эндокринологии. С 1979 по 1980 год — заведующая лаборатории физиологии и патологии репродуктивной функции женщин ВНИИ акушерства и гинекологии. С 1990 по 2003 год — генеральный директор Международной
ассоциации «Семья и здоровье».
В 1953 году И. А. Мануйлова защитила диссертацию на соискание учёной степени кандидат медицинских наук по теме: «Функциональное состояние периферических сосудов при послеродовых тромбофлебитах» в 1-м Московском ордена Ленина медицинском институте имени И. М. Сеченова, в 1966 году — доктор медицинских наук по теме: «Клиника, патогенез и лечение посткастрационного синдрома». В 1966 году приказом ВАК ей было присвоено учёное звание профессор. В 1982 году И. А. Мануйлова была избрана член-корреспондентом АМН СССР.
Научно-исследовательская деятельность И. А. Мануйловой посвящены различным
аспектам гинекологической и акушерской эндокринологии, она была участницей разработки отечественного препарата простагландина F2α, применяемого в акушерских стационарах России. И. А. Мануйлова была автором более трёхсот научных трудов, в том числе четырёх монографий.
Помимо основной деятельности И. А. Мануйлова являлась председателем проблемной комиссии по акушерско-гинекологической эндокринологии при Президиуме АМН СССР и заместителем председателя проблемного комитета по стероидам комиссии Президиума АН СССР по научным основам медицины, экспертом Всемирной организации здравоохранения по вопросам охраны материнства и детства, редактором редакционного отдела «Акушерство и гинекология» Большой медицинской энциклопедии, членом редакционной коллегии журнала «Советская медицина». И. А. Мануйлова являлась почётным членом Венгерского общества акушеров-гинекологов. С 1990 года состояла членом Бюро клинического отделения РАМН и членом Межведомственного научного совета по акушерству и гинекологии Министерства здравоохранения РФ.

## Премии
- Премия имени В. С. Груздева АМН СССР (1977)[1]